# Salomão (general)
Salomão (em grego: Σολόμων; romaniz.: Solómon) foi um general bizantino do norte da Mesopotâmia, que distinguiu-se como comandante na Guerra Vândala e na reconquista do Norte da África em 533–534. Passou mais de uma década na África como governador-geral, combinando o posto militar de mestre dos soldados com a posição civil de prefeito pretoriano. Enfrentou com sucesso uma grande rebelião moura, mas foi forçado a fugir após um motim do exército na primavera de 536. Seu segundo mandato na África começou em 539 e foi marcado por vitórias sobre os mouros, que permitiram a consolidação da posição bizantina. Se seguiram alguns anos de prosperidade, mas foram interrompidos com a ocorrência de outra revolta moura e a derrota e morte de Salomão na Batalha de Cílio em 544.

## Biografia
Salomão nasceu provavelmente c. 480/90, na fortaleza de Idrífto (Idriphthon) no distrito de Solacão, próximo de Dara na província da Mesopotâmia. Era eunuco como resultado de um acidente durante sua infância, não havendo castração deliberada. Salomão tinha um irmão, Baco, que tornou-se padre. Baco era pai de três filhos (Ciro, Sérgio e Salomão), que mais tarde tornaram-se oficiais militares na África sob o tio deles; Sérgio também sucedeu Salomão como governador da África após sua morte. Pouco se sabe sobre o começo de sua carreira, exceto que serviu sob o duque da Mesopotâmia Felicíssimo, talvez logo desde a nomeação deste último como duque em 505/6. Em todo o caso, em 507, quando foi posto ao serviço do general Belisário, era considerado um oficial experiente. Foi talvez neste momento que foi nomeado doméstico de Belisário, ou chefe-do-bastão, o posto com que é mencionado pelo historiador Procópio de Cesareia em 533, antes do início da campanha contra o Reino Vândalo no Norte da África.

### Primeiro mandato na África

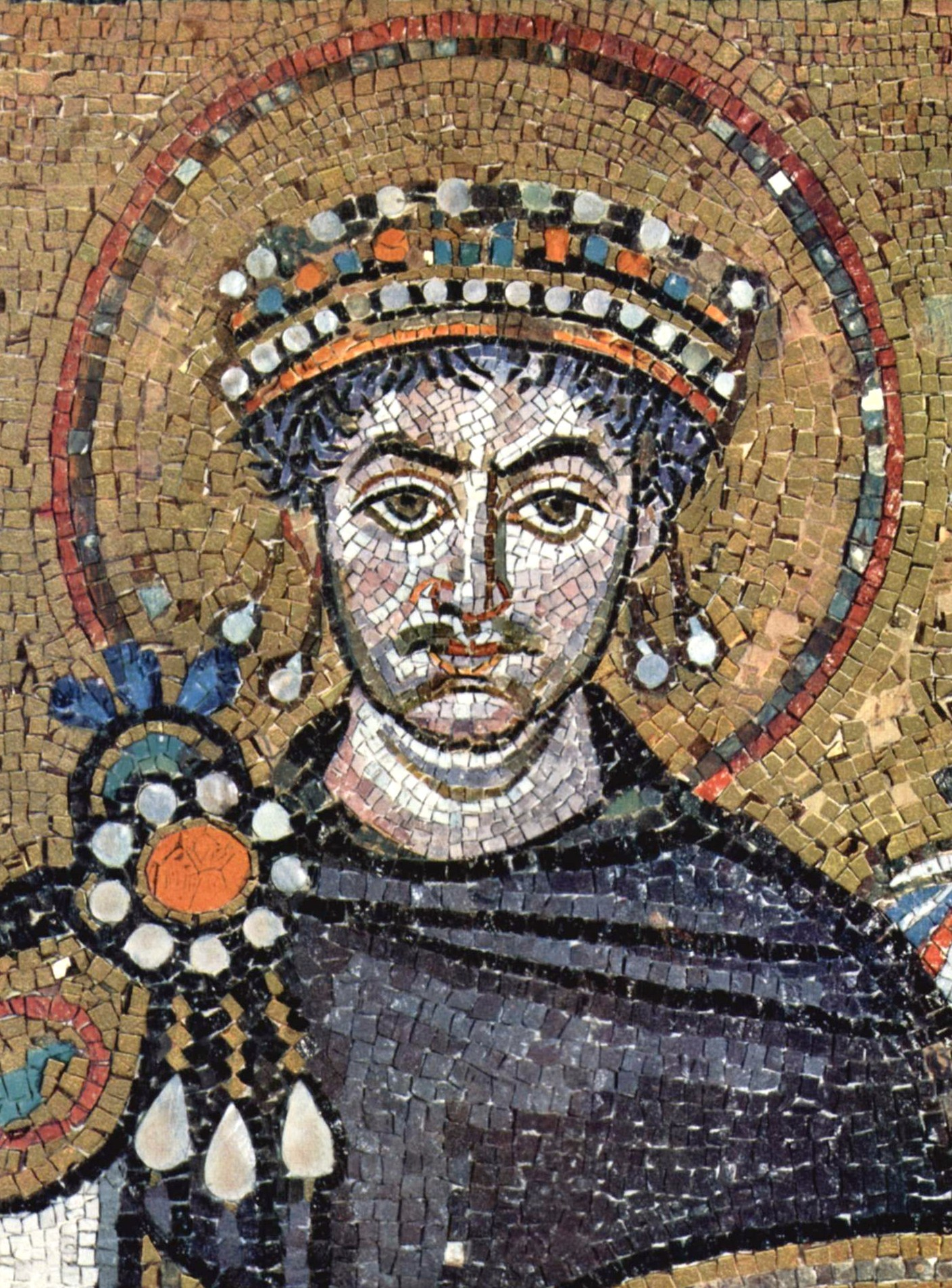
Detalhe de um dos afrescos da Basílica de São Vital de Ravena no qual Justiniano r. está representado

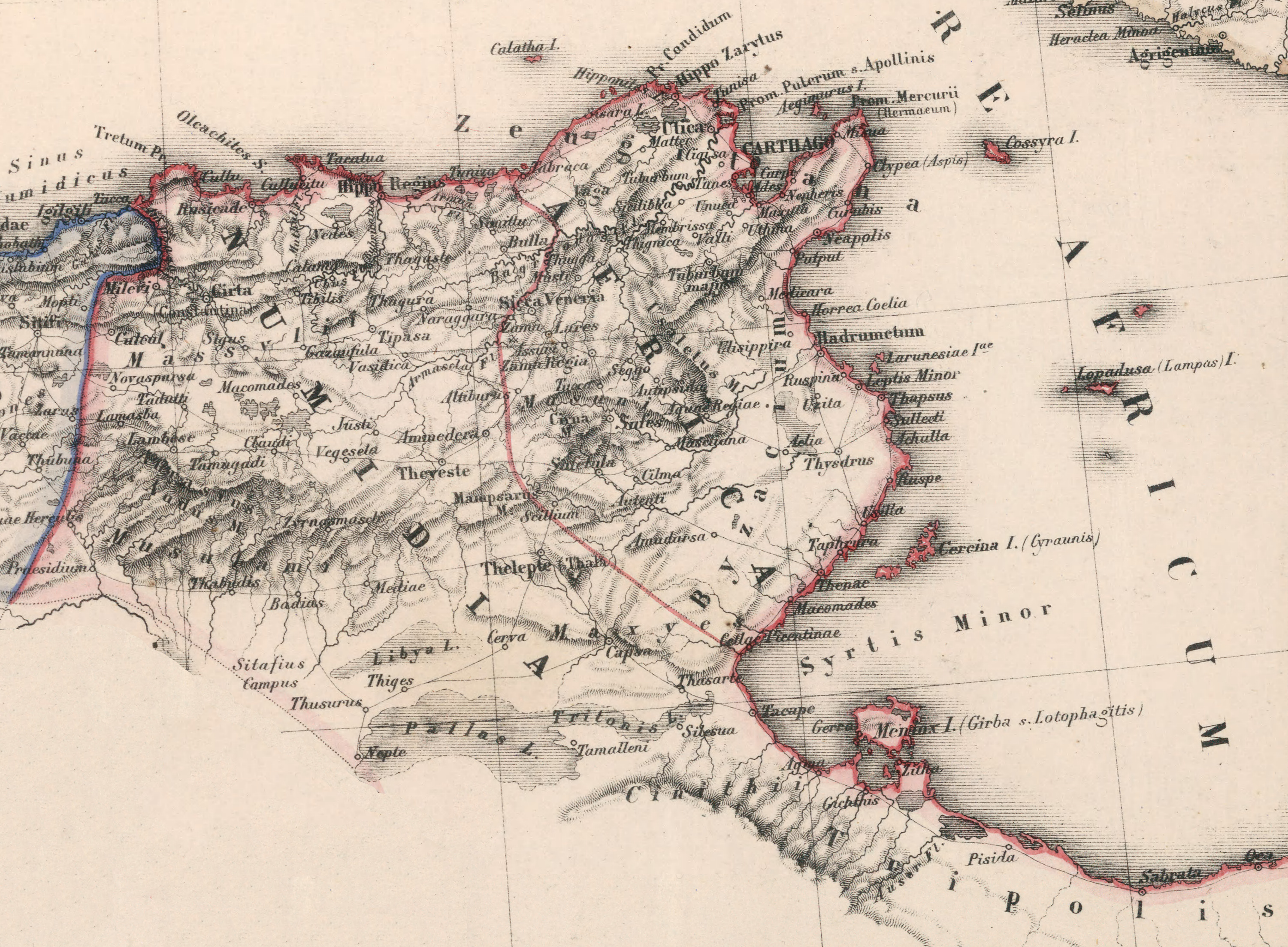
África romana, com as províncias de Bizacena, Zeugitânia e Numídia

Antes da expedição partir de Constantinopla, foi nomeado como um dos nove comandantes dos regimentos federados.[a] Não é mencionado na narrativa de Procópio durante a campanha subsequente, mas provavelmente participou na decisiva Batalha de Cartago em 13 de setembro de 533, que abriu o caminho à capital vândala de Cartago. Após a captura da cidade, Belisário enviou-o para Constantinopla para informar o imperador Justiniano I (r. 527–565) sobre o progresso da campanha. Permaneceu na capital até a primavera de 534, quando Justiniano enviou-o à África para chamar Belisário e substituí-lo como comandante militar da nova prefeitura pretoriana da África (o mestre dos soldados da África). A partida de Belisário coincidiu com o levante das tribos mouras do interior, antes dos bizantinos terem tempo para fortalecer o domínio deles. Devido a isso, Belisário deixou na África a maior parte de seus bucelários e o imperador enviou reforços adicionais. Pouco tempo depois (em algum momento no outono de 534), Justiniano também investiu Salomão com o posto civil de prefeito pretoriano, substituindo o idoso Arquelau.
Entretanto, os mouros tinham invadido Bizacena e derrotado a guarnição bizantina local, matando seus comandantes Aigã e Rufino. Após apelos diplomáticos durante o inverno falharem, e com suas forças compostas por c. 18 mil homens (estimativa de Charles Diehl) após a chegada dos reforços, na primavera de 535 Salomão liderou suas tropas em Bizacena. Os mouros, sob seus chefes Cusina, Esdilasas, Jurfutes e Medisiníssas haviam acampado num local chamado Mames, onde Salomão os atacou e derrotou. O exército bizantino retornou para Cartago, mas logo chegaram notícias de que os mouros, reforçados, tinham atacado novamente e invernado em Bizacena. Salomão marchou imediatamente e encontrou-os no monte Burgaão, onde os mouros haviam erigido um campo fortificado e esperavam seu ataque. Dividiu suas forças e enviou mil homens para atacá-los por trás, alcançando uma vitória decisiva: os mouros dividiram-se e dispersaram, sofrendo grandes baixas. Aqueles que sobreviveram fugiram à Numídia, onde juntaram-se às forças de Jaudas, o líder das tribos do monte Aurásio. Com Bizacena segura, instado por seus próprios aliados mouros Órteas e Massonas, Salomão virou-se então à Numídia. Avançou cautelosamente para o Aurásio e desafiou Jaudas para batalha, mas após três dias, desconfiado da fidelidade de seus aliados, moveu seu exército às planícies. Deixou parte do exército para vigiar os mouros e estabelecer uma série de postos fortificados ao longo das estradas que ligavam Bizacena com a Numídia. Passou o inverno preparando nova expedição contra o Aurásio e também contra os mouros da Sardenha, mas seus projetos foram interrompidos por um grande motim do exército na primavera de 536.
A revolta foi causada pela insatisfação com Salomão de alguns dos soldados, que tinham se casado com mulheres vândalas: os soldados exigiram as propriedades que tinham pertencido a suas esposas como deles, mas Salomão recusou, pois essas terras tinham sido confiscadas por decreto imperial. Uma primeira conspiração para assassinar Salomão na Páscoa falhou e os conspiradores fugiram para o campo, mas logo uma rebelião aberta eclodiu entre o exército em Cartago. Os soldados aclamaram um dos subordinados de Salomão, Teodoro, como seu líder, e começaram a saquear a cidade. Salomão conseguiu encontrar refúgio em uma igreja, e com a ajuda de Teodoro, partiu da cidade de barco sob o manto da noite para Missua, acompanhado, entre outros, pelo historiador Procópio. De lá, Salomão e Procópio navegaram à Sicília, que tinha acabado de ser conquistada por Belisário, enquanto Martinho, o tenente de Salomão, foi enviado para tentar alcançar as tropas da Numídia, e Teodoro foi instruído a manter Cartago. Ao saber do motim, Belisário partiu à África com Salomão e 100 homens escolhidos. Cartago estava sendo sitiada por nove mil rebeldes, incluindo muitos vândalos, sob um certo Estútias. Teodoro estava pensando em capitular quando Belisário apareceu. As notícias da chegada do famoso general foram suficientes para fazer os rebeldes abandonarem o cerco e retirarem-se para oeste. Belisário imediatamente perseguiu-os, alcançando e derrotando as forças rebeldes em Membresa. Contudo, a maior parte dos rebeldes logrou escapar e continuou a marchar em direção à Numídia, onde as tropas locais decidiram juntaram-se a eles. Belisário foi forçado a retornar à Itália devido a problemas lá, e o imperador nomeou seu primo Germano como mestre dos soldados para lidar com a crise. Salomão regressou para Constantinopla.

### Segundo mandato na África

Localização do monte Aurásio (atual Orés) na Argélia

Germano conseguiu ganhar a confiança de muitos soldados, restabelecendo a disciplina e derrotando os amotinados na Batalha das Escadas Ancestrais (Escalas Veteres) em 537. Com o restauro do controle imperial sobre o exército, Salomão foi enviado à África em 539 para substituir Germano, novamente investido com os postos de mestre dos soldados e prefeito pretoriano (entretanto, tinha também sido elevado ao posto de patrício e nomeado cônsul honorário). Salomão reforçou ainda mais seu controle sobre o exército se desembaraçando de soldados em que não confiava, enviando-os para Belisário na península Itálica e para Oriente; expulsando os vândalos restantes da província; e iniciando um programa massivo de fortificação em toda a região.
| “ | Em 539, Salomão [...] devotou as energias do Estado num enorme programa de construção que fortificou a província bizantina da África. As cidades abertas e a paisagem pontilhada de vilas do passado foi transformada numa paisagem medieval de pequenas cidades muradas cercadas por grandes casas fortificadas [...] ao mesmo tempo os sistemas de esgoto foram reformulados, aquedutos foram reconectados, portos foram limpos e igrejas grandiosas foram erigidas para dominar os novos centros urbanos [...] as três grandes fortalezas militares retangulares, que foram construídas na zona fronteiriça sudoeste de Tébessa, Telepte e Amedara, teriam requerido mais de um milhão de dias trabalhados em sua construção. | ” |

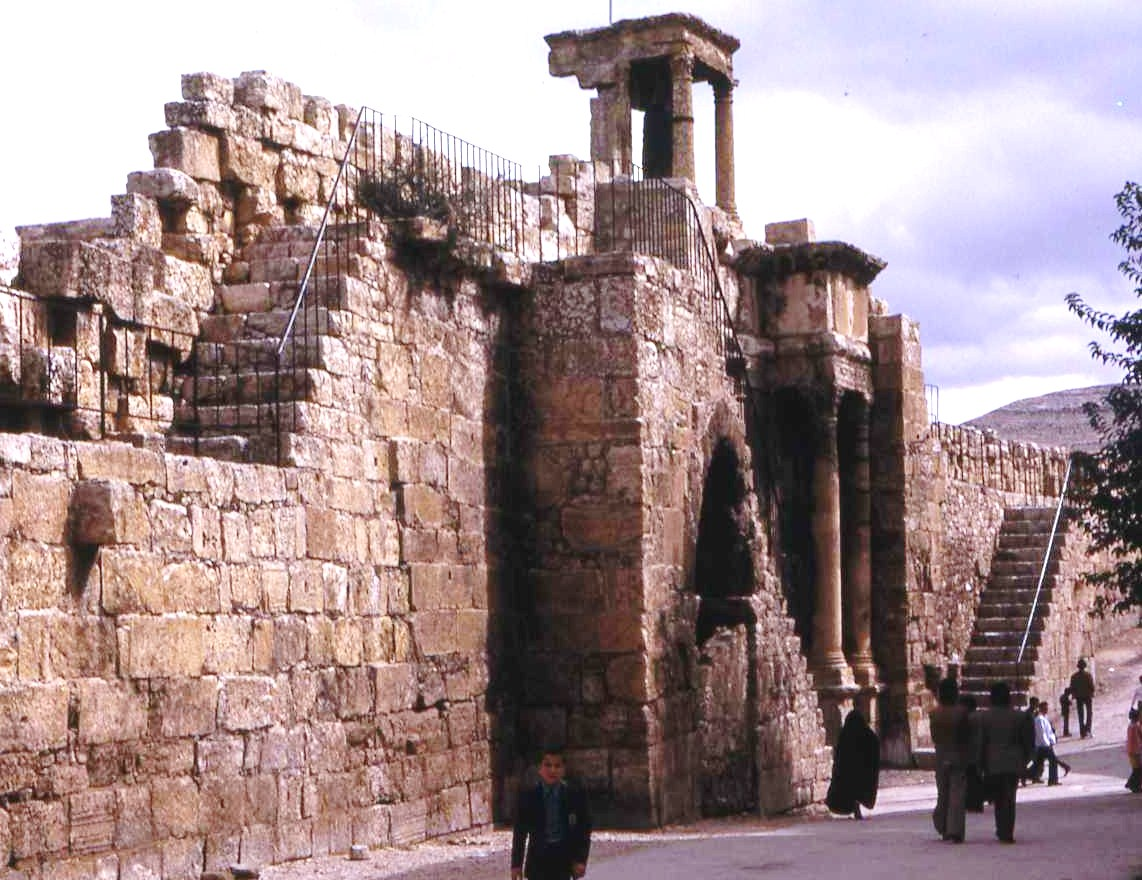
Ruínas das muralhas bizantinas de Teveste, um dos muitos sítios restaurados e fortificados sob Salomão

Em 540, Salomão liderou seu exército contra os mouros do monte Aurásio. Inicialmente, os mouros atacaram e sitiaram a guarda avançada bizantina, sob Guntárico, no campo deles em Bagas, mas Salomão veio em seu auxílio com o exército principal. Os mouros foram obrigados a abandonar o ataque e retiraram-se para Babosis, no sopé de Aurásio, onde acamparam. Lá, Salomão os atacou e os derrotou. Os mouros sobreviventes fugiram para o sul ou oeste do Aurásio, na Mauritânia, mas o seu líder Jaudas se refugiou na fortaleza de Zerbule. Salomão e suas tropas saquearam as planícies férteis no entorno de Tingade, se apoderando da rica colheita, antes de irem para Zerbule. Uma vez lá, constataram que Jaudas tinha fugido à remota fortaleza de Tumar. Os bizantinos moveram-se para sitiar Tumar, mas o cerco se revelou problemático devido ao terreno árido e sobretudo à falta de água. Enquanto Salomão estava considerando qual seria a melhor forma de atacar a fortaleza inacessível, uma pequena escaramuça entre as duas forças transformou-se gradualmente em uma grande e confusa batalha, com mais e mais soldados de ambos os lados se juntando ao confronto. Os bizantinos saíram vitoriosos, enquanto os mouros fugiram do campo. Pouco tempo depois, os bizantinos também capturaram o forte na chamada "Pedra de Geminiano", para onde Jaudas tinha enviado suas esposas e tesouro. Esta vitória deixou Salomão com o controle do Aurásio, onde construiu várias fortalezas. Com o Aurásio seguro, foi estabelecido o controle efetivo bizantino nas províncias da Numídia e Mauritânia Sitifense. Ajudado pelo tesouro capturado de Jaudas, Salomão estendeu seu programa de fortificação nestas duas províncias: cerca de duas dúzias de inscrições atestando sua atividade de construção sobreviveram na área. A rebelião moura parecia definitivamente derrotada, e os cronistas contemporâneos são unânimes em declarar os anos seguintes como uma era dourada de paz e prosperidade. Nas palavras de Procópio, "todos os líbios que foram subjugados aos romanos passaram a desfrutar de paz segura e acharam o governo de Salomão sábio e muito moderado e, não tendo mais qualquer sentimento de hostilidade em suas mentes, pareciam os mais felizes dos homens."

Este período de tranquilidade durou até 542/3 quando a grande praga chegou na África e causou muitas baixas, especialmente entre os membros do exército. Além disso, no começo de 543, os mouros de Bizacena causaram distúrbios. Salomão executou o irmão do chefe Antalas, a quem responsabilizou pelos distúrbios, e acabou com os subsídios dados para Antalas, alienando o poderoso chefe até então leal. Ao mesmo tempo, o sobrinho de Salomão, Sérgio, recém-nomeado governador da Tripolitânia como sinal da gratidão de Justiniano (junto com seu irmão Ciro na Pentápole líbia), provocou a eclosão de hostilidades com a confederação tribal dos leuatas quando seus homens mataram 80 dos líderes deles em um banquete. Embora tenha ganho uma batalha subsequente próximo de Léptis Magna, no começo de 544 Sérgio foi forçado a viajar para Cartago e procurar o apoio de seu tio. A rebelião espalhou-se rapidamente da Tripolitânia para Bizacena, onde Antalas juntou a ela. Junto com seus três sobrinhos, Salomão marchou contra os mouros, encontrando-os próximo de Teveste. Conversações diplomáticas de última hora falharam, e os dois exércitos se enfrentaram em Cílio, na fronteira da Numídia e Bizacena. O exército bizantino foi dilacerado pela desunião, com muitos soldados se recusando a lutar ou o fazendo com relutância. O poeta contemporâneo Flávio Crescônio Coripo acusou Guntárico de traição, alegando que fugiu com suas tropas, causando uma retirada geral e desordenada dos bizantinos. Salomão e seus guarda-costas mantiveram-se firmes e resistiram, mas acabaram por ser forçados a se retirar. O cavalo de Salomão tropeçou e caiu em uma ravina, ferindo seu cavaleiro. Com a ajuda de seus guardas, Salomão remontou, mas foram rapidamente apanhados e mortos. Salomão foi sucedido por seu sobrinho Sérgio, que provou ser completamente inadequado para lidar com a situação. Os mouros lançaram uma revolta geral e infligiram derrota severa nos bizantinos em Tácia em 545. Sérgio foi chamado de volta, enquanto o exército amotinou novamente, desta vez sob Guntárico, que capturou Cartago e se instalou como um governante independente. Sua usurpação não durou muito, pois foi assassinado por Artabanes, mas só com a chegada de João Troglita, no final de 546, e suas subsequentes campanhas, é que a província foi pacificada e o controle imperial bizantino foi firmemente reposto.